# Les (Spanyolország)
Les, Catalonia település Spanyolországban, Lleida tartományban. Les Bausen, Canejan, Vilamòs, Bossòst, Sode és Artigue községekkel határos. Lakosainak száma 1013 fő (2024).

## Népesség
A település népessége az utóbbi években az alábbiak szerint változott:
| Lakosok száma | 174  | 681  | 614  | 933  | 627  | 829  | 983  | 968  | 946  | 1013 |
|               | 1787 | 1900 | 1940 | 1960 | 1986 | 2005 | 2010 | 2014 | 2019 | 2024 |